# 애플 (영화)
"애플"(그리스어: Μήλα)은 2020년 공개된 드라마 영화이다.

## 출연
- 아리스 세르베탈리스 - 아리스 역
- 소피아 게오르고바실리 - 안나 역